# Anne Caulfeild, Condessa de Charlemont
Anne Caulfeild, Condessa de Charlemont (nascida Bermingham; c. 1780 – 23 de novembro de 1876) foi uma nobre e cortesã anglo-irlandesa. Ela foi a primeira Senhora da Câmara a partir da ascensão da rainha Vitória do Reino Unido, cargo que ocupou de 1837 a 1854, e foi casada com Francis Caulfeild, 2.º Conde de Charlemont. Amante da leitura, teve sua beleza celebrada em vários retratos.

## Família
Anne foi a filha de William Bermingham de Ross Hill, na Irlanda, e de sua esposa, Mary Ruttledge.
Os seus avós paternos eram John Bermingham de Killberg e esposa de nome desconhecido. Os seus avós maternos eram Thomas Ruttledge e esposa de nome desconhecido.
Ela tinha uma irmã, Mary, esposa de Nathaniel Clements, 2.º Conde de Leitrim, cuja infidelidade era famosa.

## Biografia
No dia 9 de fevereiro de 1802, quando tinha cerca de 22 anos, Anne se casou com Francis Caulfeild, de 27 anos. Ele era filho de James Caulfeild, 1.º Conde de Charlemont e de Mary Hickman. Juntos, tiveram quatro filhos, porém, todos eles morreram sem descendência.

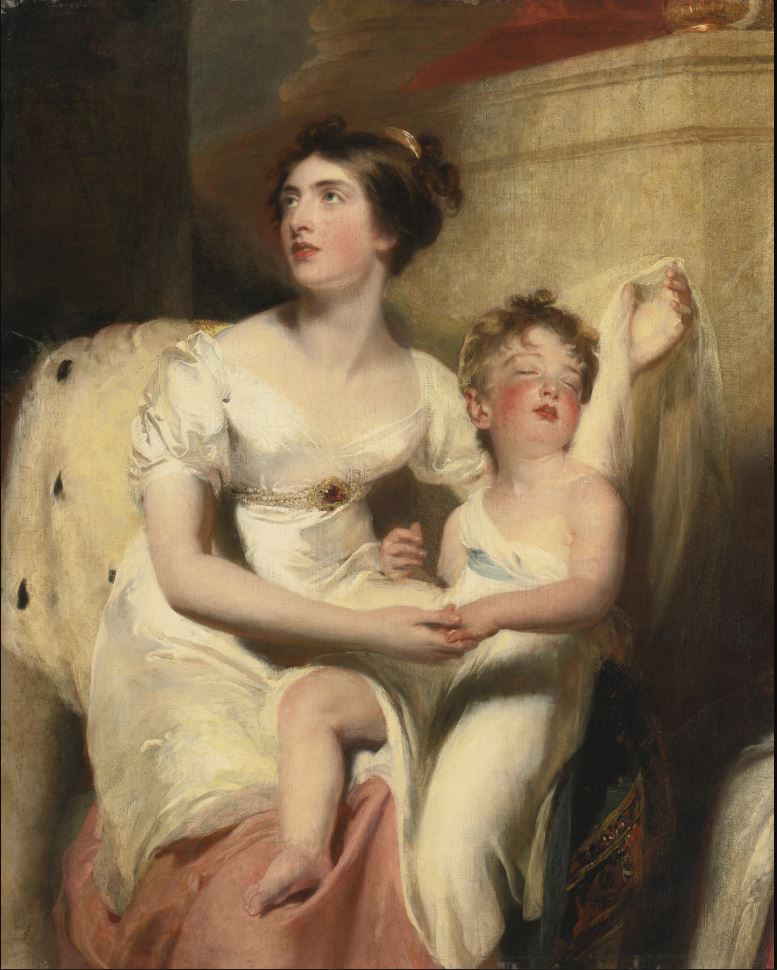
A condessa com seu filho, James, por Thomas Lawrence.

Anne era amiga de Henrietta Ponsonby, Condessa de Bessborough, mãe de Caroline Lamb, e de Sydney, Lady Morgan, uma romancista irlandesa, que a chamou de "inteligente" em suas memórias.
Em 1823, Caroline Lamb pede à Morgan, numa carta, que lhe conte algo sobre Anne, na qual escreve que a mãe dela gostava da condessa de Charlemont, e que ela era admirada por Louisa Hamilton, Duquesa de Abercorn e pelo famoso Lord Byron.
Quando foi enviada para servir a rainha Vitória, como sucessora da senhora Tavistock, a condessa se interessou pelos livros da biblioteca do Castelo de Windsor. Assim que chegou, sem nem mesmo ter ido ao encontro de Vitória, a condessa chegou a pegar todos os livros de uma fileira e os carregou em seu avental, porém, ao passar pela galeria do castelo, Anne se deparou com Vitória, o que a deixou perturbada, pois estava carregando os livros, e segundo a etiqueta, tinha de fazer uma reverência a ela. A rainha, por sua vez, achou graça da situação e apenas riu com entusiasmo.
Em 1854, a condessa apoiou Effie Gray na anulação de seu casamento com John Ruskin.
A condessa ficou viúva em dezembro de 1863.
Anne faleceu em 23 de novembro de 1876, quanto tinha por volta de 96 anos de idade. Ela faleceu no número 14 da rua Upper Grosvernor Street, em Londres, numa casa do estilo georgiano, que, em 2018, estava sendo alugada para o genro do presidente do Cazaquistão.

## Legado
As escritas e desenhos de Anne foram preservadas na Biblioteca Nacional da Irlanda.
A condessa era celebrada pela sua beleza na sua época, inclusive, um busto feito por Joseph Nollekens que representava Anne quando jovem foi exibido no corredor do Castelo de Windsor.
Lord Byron escreveu sobre a condessa na sua carta intitulada Letter on the Rev. W.L. Bowles's Strictures on Pope, datada de 7 de fevereiro de 1821:
"Mas sempre, com exceção da Vênus de Médici, eu discordo dessa opinião, pelo menos em se tratando da beleza feminina; pois a cabeça da Senhora Charlemont (quando eu a vi pela primeira vez há nove anos atrás) parecia possuir toda aquela escultura necessária para o seu ideal."
Byron também mencionou ela em poemas, além de entradas em seu diário. Numa delas, em 22 de novembro de 1813, ele escreve:
"Mas eu não digo nada sobre ela – olha para o seu rosto e esqueça de todas elas e todo o resto. Oh, aquele rosto!... Eu, para ser amado por essa mulher, construiria e queimaria uma outra Troia."

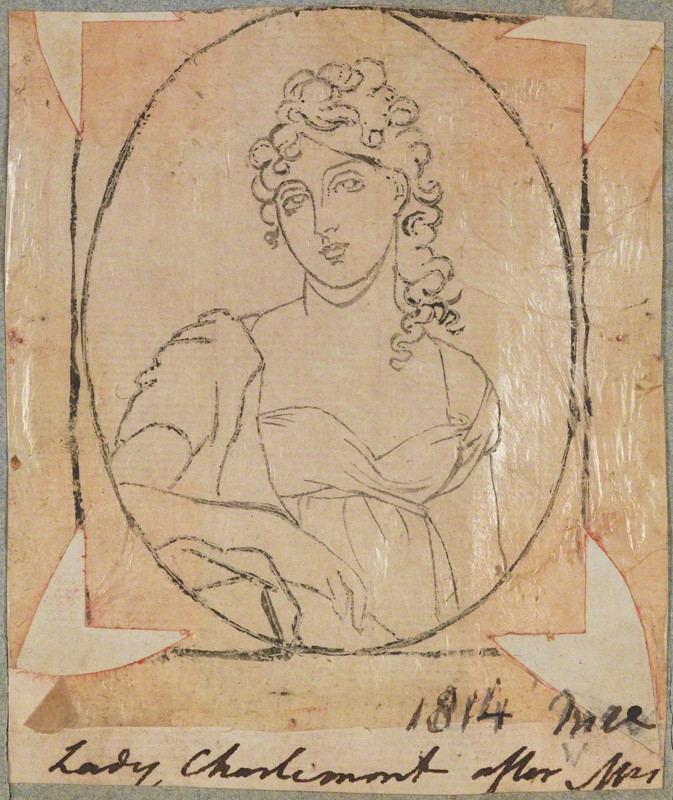
A condessa em ilustração de Henry Bone.

Um retrato da condessa como a deusa romana Psiquê com asas de borboleta e uma fita azul de seda no cabelo, foi pintada pelo francês François-Xavier Fabre, no ano de 1796.Uma cópia da obra foi feita por Luísa de Luísa de EStolberga-Gedern,esposa de Carlos Eduardo Stuart, o pretendente jacobita. Antes o retrato estava presente na biblioteca do Palácio Gianfigliazzi, na Florença, porém, hoje está em exibição no Museu Fabre, em Montpellier, na França.
Um retrato da condessa que hoje está presente na coleção da Royal Collection, foi encomendado por Jorge IV do Reino Unido quando ele ainda era o príncipe regente, como parte da sua "Galeria de Beldades". Logo após o retrato ter sido feito, a Senhora Granville descreveu a condessa de Charlemont em Paris, em 1814:
"A Senhora Charlemont está aqui em grande beleza, mas não causa tanta sensação pois não possui coquetterie (flerte) e nem désir de plair (desejo de agradar), o que repele um homem francês."
Uma ilustração da condessa feita por Henry Bone, talvez inspirado no original de Anne Mee, faz parte da National Portrait Gallery, em Londres.

## Descendência
- James William Caulfeild, Visconde Caulfeild (agosto de 1803 – 13 de janeiro de 1823), não se casou e nem teve filhos;
- William Francis Caulfeild (1805 – 1807);
- Maria Melosina Caulfeild (janeiro de 1807 – 4 de março de 1827), não se casou e nem teve filhos;
- Emily Charlotte Caulfeild (1808 – outubro de 1829), não se casou e nem teve filhos.